# Варлаам (Соловей)
Архиепископ Варлаам (Соловей Виктор Сильвестрович, укр. Віктор Сильвестрович Соловій; 29 ноября 1891 — 31 января 1966) — общественно-политический и церковный деятель, архиепископ Украинской православной церкви в диаспоре родом из Черниговщины.

## Биография
Родился в селе Кириевка.
Закончил Новгород-Северскую духовную школу и Черниговскую духовную семинарию и 1914 Варшавский университет (право).
В первой мировой войне — офицер-артиллерист, в 1918 во времена УНР — секретарь Генерального Суда Украины,
позже сотник, командир батареи в корпусе Сечевых Стрельцов, 1920 — руководитель правового отдела канцелярии головного атамана С. Петлюры, затем в эмиграции в Польше.
Был советником митрополита Иллариона (Огиенко), государственным секретарём правительства УНР в изгнании, министром юстиции.
Во время второй мировой войны на Холмщине, после войны член Исполнительного Органа УНР; с 1951 — председатель Объединения Украинцев Австралии (ныне СУОА, с 1954 — священник УАПЦ в Сиднее, с 1958 — епископ, с 1965 — архиепископ.

## Семья
Жена — Валентина Танашевич (1907—1944).
Дети: Богдан — 1931 г. р. и Ярослав — 1936 г. р.